# Birmingham Journal

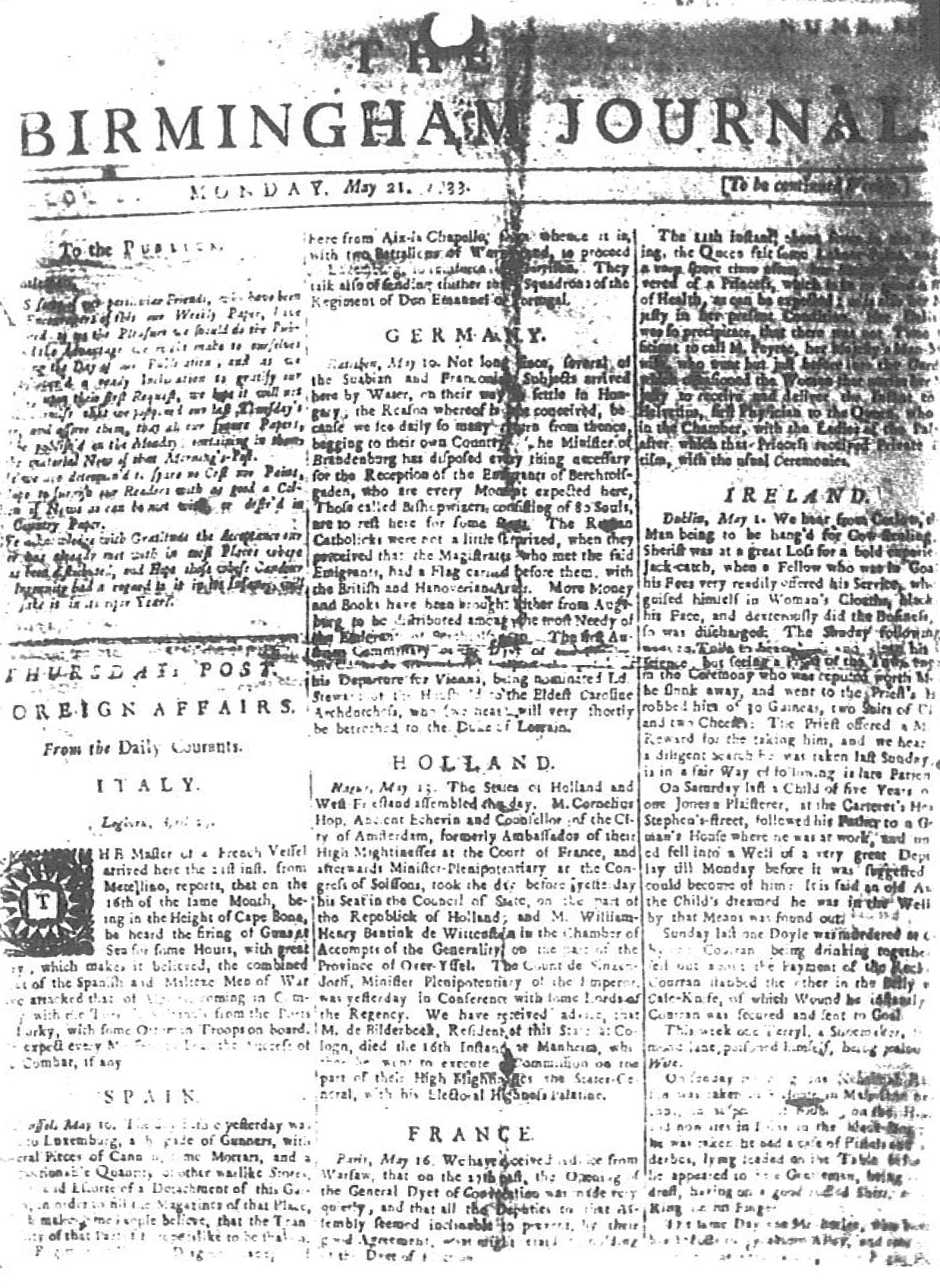
L'unica copia superstite del Birmingham Journal, datata 21 maggio 1733

Il Birmingham Journal fu il primo giornale ad essere pubblicato a Birmingham in Inghilterra. Poco si sa di questo giornale essendone rimaste poche tracce, infatti ne sopravvive una singola copia conservata nella Birmingham Central Library: il Num. 28, datato Lunedì 21 maggio 1733. In base a questo reperto si presume che il primo numero risalga al 14 novembre 1732.

## Storia editoriale
Il giornale veniva stampato settimanalmente (il giovedì) da Thomas Warren, un uomo d'affari e libraio di Birmingham, nella sua abitazione sita sulla Swan Tavern in High Street. Fra i collaboratori della redazione vi era Samuel Johnson, che alloggiava presso Warren nel 1733; gli articoli scritti per il giornale rappresentano i primi scritti originali pubblicati da parte dello scrittore. James Boswell così ha scritto nella Life of Johnson:
La pubblicazione del Birmingham Journal terminò nel 1741.

## Il ruolo di Samuel Johnson
Non vi è alcun documento che attesti in che modo Johnson svolse un ruolo nella stesura del Journal. Si sa che Johnson venne invitato da Warren a lavorare per il giornale e che Warren ammirasse la vasta preparazione di Johnson al punto da volerla utilizzare per il Journal. Si sapeva nella comunità dei librai di Birmingham che Johnson collaborava con Warren e che scrisse diversi articoli per il giornale. Tuttavia, tutto ciò non può essere verificato perché nessuno dei giornali stampati durante i mesi di collaborazione di Johnson con il Journal sono giunti sino a noi.